# Mortadelo y Filemón (serie de televisión)
Mortadelo y Filemón es una serie de animación española creada por BRB Internacional, adaptación de las historietas de la serie Mortadelo y Filemón. Es la primera serie propiamente dicha, aunque ya se realizaron unos cortometrajes animados de los personajes entre 1966 y 1971. 
La serie fue producida por Ediciones B, Antena 3 y la cadena de televisión alemana privada RTL Television. 
Producida en 1994, se emitió en España desde el 14 de enero hasta el 9 de abril de 1995.

## Personajes
- Mortadelo (voz de Enric Cusí).
- Filemón Pi (voz de Xavier Martín).
- Superintendente Vicente (voz de Miguel Ángel Jenner).
- Profesor Bacterio (voz de Emilio Freixas). En los episodios en los que aparece al final de ellos siempre acaba mal, él o todo el personal de la T.I.A.. Tiene un extraño y marcado acento alemán.
- Secretaria Ofelia (voz de Rosa Pastó). En el episodio El caso de la Estatua de la Libertad, se va con Mortadelo y Filemón a Nueva York, haciéndoles creer que sabe inglés (aunque resulta no ser verdad, alegando que "con chapurrear un poco es suficiente").
- Señorita Irma (voz de Alicia Laorden). En los episodios se ve cómo parece que le atrae Mortadelo. Viste una falda a juego con un chaleco rosa.
- Ratón (voz de Rafael Calvo). Es un ratón malhumorado que siempre está en todas las escenas de pelea de Mortadelo y su jefe en la T.I.A. y que siempre anima al Súper y al resto del personal de la T.I.A. a que les peguen.
- Agente Bestiájez (voz de Rafael Calvo). Es uno de los agentes que más aparece en los episodios (Su aspecto no es muy parecido al original en los cómics de Mortadelo y Filemón, aunque en otras historias si se le ha visto la cara igual que en la serie).

## Argumento
Mortadelo y Filemón están haciendo alguna actividad, que es interrumpida por el Superintendente o por un agente, más concreto el Agente Bestiájez (a veces también hasta por un animal). Los dos acaban yendo a la T.I.A. a través de pasadizos con clave.
El "Súper" les encomienda una misión que en la que como es normal habrá trampas, bombas, disparos, golpes, mordiscos...
Al final de cada episodio los agentes acaban mal la misión (muy pocas veces, la misión ha acabado bien) y aparecen en un hospital, o el "Súper" les busca con un arma homicida (bombas, pistolas, metralletas...) y ellos están escondidos normalmente disfrazados o siendo perseguidos por él.

## Episodios
Anexo: Episodios de Mortadelo y Filemón (serie de televisión)
Se realizaron un total de 26 episodios autoconclusivos divididos en dos temporadas de 13 capítulos. Cada uno de ellos tenía una duración de unos veinticinco minutos y recogía varias de las historietas más famosas de los personajes (también seleccionadas por Francisco Ibáñez) en las que ya aparecían todos los personajes habituales: El Súper, Las secretarias Ofelia e Irma y el profesor Bacterio.

## Producción y emisión
La serie fue emitida originalmente los sábados y los domingos por la mañana en Antena 3 desde el 14 de enero hasta el 9 de abril de 1995. 
Fue repuesta en Localia Televisión y Fox Kids en 2003, en Neox en 2008 y en Canal Panda en 2012.
Fuera de España, la serie llegó a Alemania, Francia, Reino Unido, Bélgica, Italia, Portugal, República Checa, Países Bajos, Rusia, Chile, Brasil, México, Sudáfrica, China y Japón.
El creador de los personajes Francisco Ibáñez ha ayudado a dibujar algunos fondos y a seleccionar las voces, además de formar parte del equipo de selección de historietas, en el que también estuvo presente Ediciones B, que se encargan de la publicación de los cómics, y un equipo de BRB; los mismos que luego han supervisado los guiones gráficos.[cita requerida] La serie tuvo un presupuesto de 650 millones de pesetas y unos 25 millones de pesetas por episodio.
Toda la producción de la serie es española: la adaptación de los guiones, el diseño, el doblaje y la sonorización. Pero la animación se hizo en Oriente, en China, para ahorrar costos.

## Comercialización
En 2003, con motivo del 45 aniversario de la primera publicación de los personajes, varios periódicos ofertaron esta serie en DVD, cada uno formado por tres o cuatro dependiendo de la ocasión, semanalmente al comprar el periódico y desembolsar una determinada cantidad de dinero siguiendo un orden distinto al de la serie, también coincidió con la adaptación cinematográfica. La duración de los DVD está entre los 75 y los 100 minutos. Algunos de los periódicos fueron:
- El Periódico Extremadura: Empezaron a publicarse el 15 de marzo al precio de 5,95 euros más la compra del diario; la promoción finalizó el 3 de mayo.[3]
- El Periódico de Aragón y Córdoba: Empezaron a publicarse el 16 de marzo al precio de 11'95 euros (1.990 pesetas), aunque los diarios tenían un cupón de descuento de 6 euros, por lo que el precio final era de 5'95 euros más la compra del diario; la promoción finalizó el 4 de mayo.[4][5]

En junio de 2006 se puso la serie completa en DVD dividida en 6 packs independientes compuestos cada uno por cinco o cuatro episodios, el orden que siguen es distinto al utilizado en la serie.

## Recepción
Durante la promoción, Ibáñez se mostró encantado con el proyecto, "Son iguales a mis personajes. Cuando se hizo en cine no me gustó nada, parecían sacos de patatas". Sin embargo, años más tarde (1998) preguntado qué opinaba sobre las adaptaciones de sus personajes a cine y televisión, respondió "Yo fui a una escuela de pago y no me gusta decir palabrotas", si bien matizó que las adaptaciones de historieta a animación son todas difíciles. En otra ocasión calificó la serie como de "dibujos desanimados", con sorna por la baja calidad de la animación.
La serie fue galardonada con el Premio Zapping a la mejor serie de animación propia en 2004, además de ser finalista en los Premios TP de Oro de 1995 y ser nombrado el mejor programa infantil en los IV Premios Foro del Espectador.
También fue apoyado por la Asociación de Telespectadores y Radioyentes.
Tuvo éxito entre el público infantil, entre los 4 y 12 años, siendo el tercer espacio infantil más visto del momento. Fue emitida en 11 países además de en España,